# Тракийски стратег
Тракийските стратези са били военно-административни управители на териториалните единици – стратегии, на които била разделена тракийската държава през елинистическата епоха.
- Надписи от Археологически музей – Бургас
- Надпис посветен на бог Аполон от тракийския стратег Аполоний, син на Ептайкент
- Посветителен надпис, изработен от името на Гай Юлий Аполоний